# Cratere Nobel
Nobel è un cratere lunare di 50,87 km situato nella parte nord-orientale della faccia nascosta della Luna.